# Eggogologija
Eggogologija (rusko еггогология) je ruski izraz za iskanje skritih možnosti računal.
Ime izhaja iz angleške besede »ERROR«, ki je javljala napako. Zaradi omejene zmožnosti takratnih diodnih zaslonov je bila ta oznaka prikazana bolj kot »ЕГГОГ«, kar se v cirilici bere kot »eggog«. Široki razmah tega konjička v Sovjetski zvezi je v sredini 1980. 20. stoletja sovpadal s pojavom prvega množično dostopnega programabilnega mikroračunala B3-34.
Revija Техника-молодёжи je objavila delo o nedokumentiranih zmogljivostih mikroračunal.